# Margo Guryan
Margo Guryan (New York, 20 september 1937 - Los Angeles, 8 november 2021) was een Amerikaans singer-songwriter, pianiste en producer. Haar debuut- en enige studioalbum Take a picture werd uitgebracht in 1968.

## Biografie
Margo Guryan werd geboren in 1937 en groeide op in een buitenwijk in Queens, een borough van New York. Als kind schreef ze gedichtjes voor verjaar- en feestdagen. Rond haar vijfde begon ze piano te spelen. Het duurde niet lang voor ze de twee combineerde en liedteksten begon te schrijven. Op de highschool ontdekte ze jazz. Ze besloot klassieke muziek en jazz te studeren aan de Universiteit van Boston. Vanwege het feit dat ze niet wilde optreden terwijl haar studie dat wel van haar verlangde, schakelde Guryan over naar compositie.
De pop- en jazzcomposities die Guryan schreef, kregen meteen aandacht. Chris Connor was de eerste artiest die haar werk opnam. Moon ride werd opgenomen in 1958 terwijl Guryan nog studeerde. Na haar studie verbleef Guryan drie weken aan de Lenox School of Jazz. Twee van haar docenten waren John Lewis en Gunther Schuller, die voor een platencontract bij MJQ Music zorgden. Ze kreeg opdracht om het instrumentale nummer Lonely woman van Ornette Coleman van tekst te voorzien. Connor nam ook dit nummer op.
Haar leven nam een andere wending toen ze God only knows van The Beach Boys hoorde. Ze dompelde zich onder in pop en rock en begon haar composities hierop aan te passen. Jazzproducer Creed Taylor bracht haar in contact met April Blackwood Music, een uitgever van Columbia Records. Daar leerde ze manager David Rosner kennen met wie ze later trouwde.
In 1968 werd Guryans debuutalbum Take a picture uitgebracht op Bell Records. Op dat moment had Spanky & Our Gang al een hit gescoord met een cover van het nummer Sunday mornin'. Meer artiesten coverden Guryans werk, maar ze werd door Bell Records aan de kant geschoven omdat ze niet op tv wilde verschijnen en niet op tournee wilde gaan om haar muziek te promoten. Ze verhuisde met haar man naar Los Angeles waar ze teksten over actuele onderwerpen schreef en ze flirtte zelfs met disco. Echter, ze verloor haar binding met muziek waarna ze uitsluitend werk voor andere artiesten ging produceren. Guryan pakte het bestuderen en beoefenen van klassieke muziek weer op. Ze ging zelf les geven en om haar studenten te begeleiden schreef ze opnieuw eigen werk. Tegen de eeuwwisseling kreeg haar enige album hernieuwde belangstelling. In 2000 werd Take a picture heruitgegeven op het platenlabel Franklin Castle Records van Linus of Hollywood.
Guryan overleed op 8 november 2021 op 84-jarige leeftijd.

## Belang en invloed
Stanton Swihart van AllMusic noemde haar muzikale nalatenschap "far-reaching, stretching across various decades and serving several roles, from serious composer to reluctant performer to songwriter-for-hire and producer to teacher". Rolling Stone riep Guryan in 2016 uit tot een van 40 greatest one-album wonders.

## Discografie
- Take a picture, 1968